# 新大阪郵便局
新大阪郵便局（しんおおさかゆうびんきょく）は、大阪府大阪市此花区にある郵便局である。2007年（平成19年）10月1日から2012年（平成24年）9月30日までは郵便事業新大阪支店だった。民営化以前は、郵便事業専門の無集配普通郵便局（地域区分局）であった。新大阪駅およびその周辺とは無関係である。
なお、本項では、併設されている大阪安治川口駅前郵便局（おおさかあじがわぐちえきまえゆうびんきょく、民営化前の分類では無集配特定郵便局）についても併せて説明する。

## 概要
住所：539-8799　大阪府大阪市此花区島屋4-1-18
- 1994年（平成6年）8月1日に開局。
- 郵便番号上2桁が53から59の地域（大阪府のうち三島郡島本町全域・東大阪市のうち生駒山上遊園地敷地内を除く全域および兵庫県伊丹市小坂田のうち大阪国際空港敷地内）のすべての普通郵便物、郵便番号上2桁が53-55地域（大阪市及び関西国際空港）と66地域（兵庫県のうち阪神地域[1]・神戸市北区道場町1172番地（生野高原住宅）・丹波篠山市・丹波市・但馬地方の大半[2]）の小包郵便物（ゆうパック）の地域区分局業務、近畿2府4県外から奈良中央郵便局・和歌山中央郵便局・神戸中央郵便局・尼崎郵便局・姫路郵便局への郵便物の中継業務を取り扱う。
- 郵便事業専門の無集配普通郵便局「新大阪郵便局」「大阪小包郵便局」として開局、西日本の郵便輸送ネットワークの重要拠点として位置づけられている。
- 開局当時は新大阪郵便局が通常郵便物を、大阪小包郵便局が小包郵便物を受け持っていたが、後に大阪小包郵便局が新大阪郵便局に統合されている。
- 当局に先駆けて1990年（平成2年）に開局した「新東京郵便局」「東京小包郵便局」は1棟の局舎に両局が同居（低層階を新東京郵便局、高層階を東京小包郵便局が使用）する構造であったが、「新大阪郵便局」「大阪小包郵便局」はそれぞれの局舎を建設、統合された現在は郵便棟とゆうパック棟になっている。差し出し窓口は郵便棟にある。
- 立地の此花区の郵便番号は554であるが、本局は539を利用している。
- 539は前身の大阪鉄道郵便局が使用していた郵便番号である。大阪市中央区（〒540～542）の不明番号、大阪府内の懸賞郵便番号に用いられている。

本局の集配区域はないものの、下記の事業所は本局の集配区域となっている。
- ゆうちょ銀行大阪貯金事務センター（兵庫県伊丹市。〒539-8794）[3]
- 日本郵便西日本郵便輸送センター（神戸市北区。〒539-8792）

近隣の大口顧客の郵便物の集荷も行っている。

### 併設施設
- 日本郵政株式会社近畿郵政健康管理センター新大阪分室
- 大阪安治川口駅前郵便局

### 分室
- 南港分室 (旧：郵便事業大阪南港ターミナル支店)

〒559-8998 大阪府大阪市住之江区南港東4-10-10
2014年10月1日から主に郵便番号の上2桁が56～59地域のゆうパックの地域区分業務を担当している。

## 沿革
- 1910年（明治43年）10月1日 - 北区梅田に大阪鉄道郵便局を開局[4]。
- 1972年（昭和47年）9月25日 - 大淀区大淀中に大阪小包集中局を開局。
- 1986年（昭和61年）10月1日 - 大阪鉄道郵便局・同大阪輸送センター・同京都分局を廃止[5]。大阪輸送郵便局及び同大淀センターを開局[6]。
- 1988年（昭和63年）11月14日 - 大阪輸送郵便局大淀センターを廃止、大阪輸送郵便局を此花区島屋に移転。
- 1994年（平成6年）8月1日 - 大阪輸送郵便局・大阪小包集中局を廃止、新大阪郵便局・大阪小包郵便局を開局。

同日、此花島屋郵便局を新大阪郵便局舎内に移転、局名を大阪安治川口駅前郵便局に改称。
- 2003年（平成15年）7月15日 - 大阪小包郵便局を廃止、新大阪郵便局に統合（新大阪郵便局小包郵便部となる）。同時に茨木郵便局・布施郵便局・八尾郵便局・堺郵便局の普通郵便統括業務を本局へ移管。
- 2007年（平成19年）10月1日 - 民営化に伴い、郵便事業新大阪支店に改称。
- 2010年（平成22年）7月1日 - 郵便番号56～59地域への小包を郵便事業大阪南港ターミナル支店（現・新大阪郵便局南港分室）へ移管。
- 2012年（平成24年）10月1日 - 郵便事業株式会社と郵便局株式会社の合併に伴い、名称を新大阪郵便局に戻す。

## 風景印

### 新大阪郵便局
- 表記は『新大阪』
- 図案は区花『此花大橋』・『六甲山』・『ヨット』・府花『サクラソウ』
- 使用開始日は1994年（平成6年）8月1日

### 大阪安治川口駅前郵便局
- 表記は『大阪安治川口駅前』(2001年（平成13年）9月5日 - 2001年（平成13年）11月18日までは『大阪安治川口駅前』)
- 形は区花の桜の変形印である。
- 図案は『チューリップ』・『天保山渡し』
- 使用開始日は2001年（平成13年）11月19日
此花西九条郵便局の風景印と類似しているが、印影が異なる。

## 周辺
- 日本製鉄（旧：住友金属工業）製鋼所
- ユニバーサル・スタジオ・ジャパン - 園内のウィザーディング・ワールド・オブ・ハリー・ポッターにある特設郵便ポストから郵便物を投函すると、新大阪郵便局銘の小型印が押印される[7]。
- 安治川口駅

## アクセス
- JR桜島線（JRゆめ咲線） 安治川口駅下車。